# Европски пут Е75
Европски пут E75 је европски пут класе А, који спаја крајњи север (Норвешку) и југ (Грчку, тачније острво Крит) Европе. То је најдужи европски међународни пут који пролази кроз Србију, по почетној тачки други најсевернији (само пут E69 има севернију почетну тачку) а по крају најјужнији европски пут. Укупна дужина овог ауто-пута износи 5.639 km.
Ауто-пут је у делу кроз Србију, са отварањем Београдске обилазнице 2023. године, у потпуности завршен у пуном профилу од Суботице до Прешева.

## Земље и градови кроз које пролази Е75
- Норвешка: Варде – Вадзе – Варангерботн – Уцјоки
- Финска: Инари – Ивало – Зоданкила – Рованиеми – Кеми – Оулу – Јивескиле – Хеинола – Лахти – Хелсинки

трајект
- Пољска: Гдањск – Свиеће – Торуњ – Кросњевице – Лођ – Пиотрков Трибуналски – Честохова – Беђин – Катовице – Тихи – Бјелско-Бјала - Ћешин
- Чешка: Чешки Ћешин - Јаблунков
- Словачка: Чадца - Жилина – Тренчин – Трнава – Братислава
- Мађарска: Мошонмађаровар – Ђер – Татабања – Будимпешта – Кечкемет – Сегедин
- Србија: Суботица – Нови Сад – Београд – Ниш – Лесковац – Прешево
- Северна Македонија: Скопље – Велес – Ђевђелија
- Грчка: Солун – Лариса – Ламија – Атина – трајект – Хања – Ираклион – Ајос Николаос – Ситија

Укупна дужина овог ауто-пута износи 5.639 km.

## E75 кроз Србију
Део Европског пута Е75 кроз Србију је означен као ауто-пут , који је изграђен целом трасом.

### Проток саобраћаја
Просечан годишњи дневни саобраћај (ПГДС), добијен као резултат анализе и прогнозе саобраћајног оптерећења на деоници Е-75 за период од 1986. до 2018. године:
| Година | ПГДС (возила/дан) |
| ------ | ----------------- |
| 1986   | 8.316             |
| 1990   | 8.498             |
| 1999   | 4.633             |
| 2002   | 7.202             |
| 2008   | 10.627            |
| 2015   | 14.400            |
| 2018   | 16.340            |

Проток у 2015. достиже довољан обим да оправда изградњу пуног профила ауто-пута.